# Anthriscus
Anthriscus es un género de la familia Apiaceae, extendido por toda Europa y las zonas templadas de Asia. Consta de 88 especies descritas y de estas, solo 16 aceptadas, algunas de las cuales se consideran hierbas venenosas.

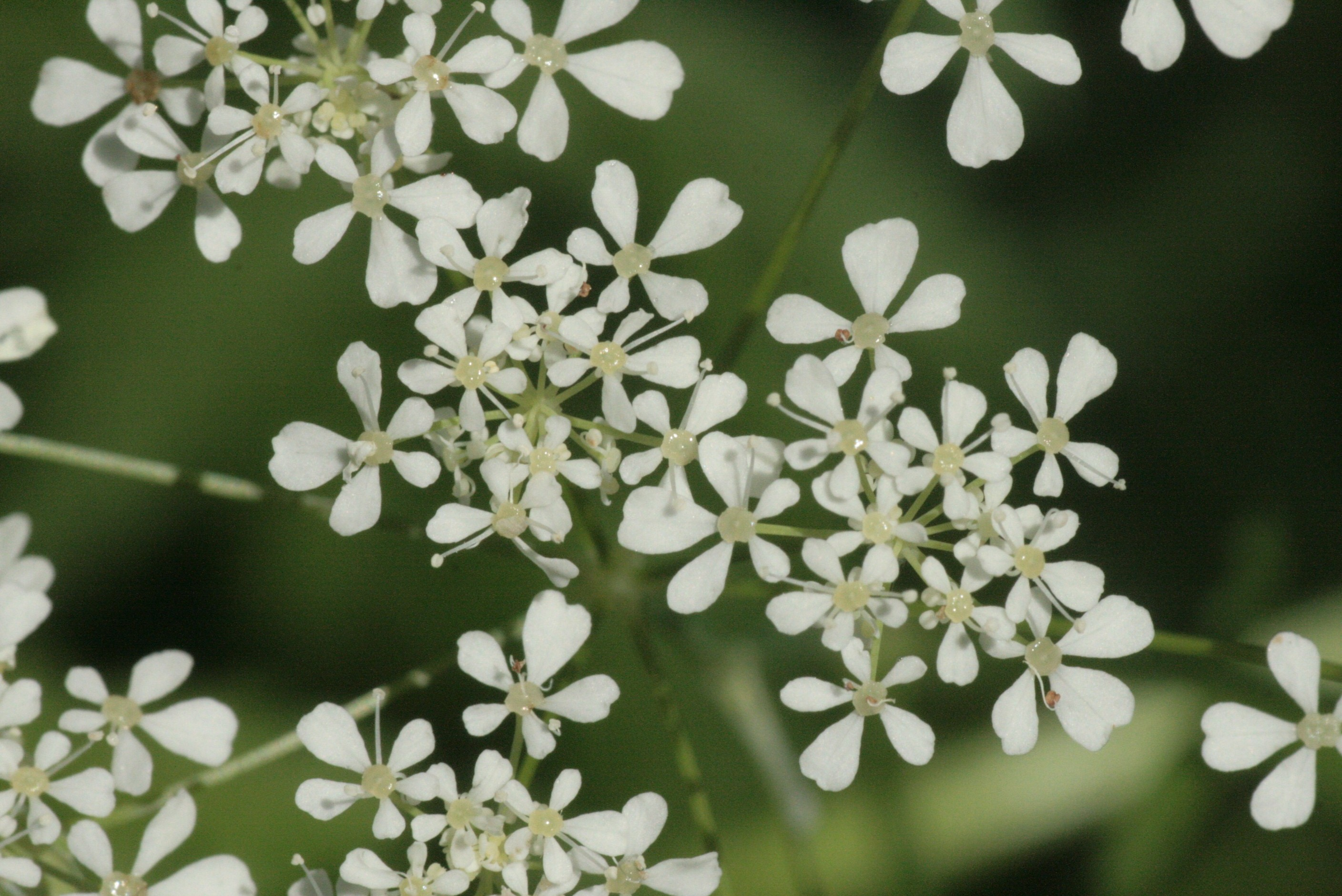
Flores en Anthriscus nitidus

Los miembros del género vegetan en prados y bordes de caminos sobre suelos húmedos y ligeramente porosos.

## Descripción
Las hojas son 2-3-pinnadas, glabras a pubescentes; con segmentos lanceolados, aserrados a pinnatífidas. Involucro de 1 o 2 brácteas o carecen. Rayos florales 10-15. Involucelo de varios bracteolas. Dientes del cáliz obsoletos. Pétalos blancos. Stylopodium cónica; estilos divaricate. Frutos oblongos, tuberculados e hirsutos, raramente glabros, crestas no prominentes.

## Ecología
Las larvas de algunas especies de lepidoptera,  incluida la polilla ratón, se alimentan de estas plantas.
El tallo hueco de estas especies es erecto y ramificado y coronado de umbelas compuestas de pequeñas flores blancas o verdosas. Las hojas son bipinnadas o tripinadas. 

## Taxonomía
El género fue descrito por Christian Hendrik Persoon y publicado en Synopsis Plantarum 1: 320. 1805. La especie tipo es: Anthriscus caucalis Pers.
Etimología
Anthriscus: el nombre genérico puede provenir del griego anthos (flor) y rischos (setos) por el lugar donde habita, o bien de antherix (caña) por la forma de su pistilo.

## Especies
A continuación se brinda un listado de las especies del género Anthriscus aceptadas hasta julio de 2013, ordenadas alfabéticamente. Para cada una se indica el nombre binomial seguido del autor, abreviado según las convenciones y usos.
- Anthriscus africana Hook,f.
- Anthriscus caucalis M.Bieb.
- Anthriscus cerefolium (L.) Hoffm.
- Anthriscus fumarioides (Waldst. & Kit.) Spreng.
- Anthriscus glacialis Lipsky
- Anthriscus kotschyi Fenzl ex Boiss.
- Anthriscus lamprocarpa Boiss.
- Anthriscus mollis Boiss. & Reut.
- Anthriscus nemorosa (M.Bieb.) Spreng.
- Anthriscus nitida (Wahlenb.) Garcke
- Anthriscus ruprechtii Boiss.
- Anthriscus schumalhauenii (Albov) Koso-Pol.
- Anthriscus stocksiana (Boiss.) Koso-Pol.
- Anthriscus sylvestris (L.) Hoffm.
- Anthriscus tenerrima Boiss. & Spruner
- Anthriscus velutinus Sommier & Levier